# Per grazia rifiutata
Per grazia rifiutata (How Do I Love Thee?) è un film del 1970 diretto da Michael Gordon.

## Trama
Tratto dal romanzo di Peter de Vries Let Me Count the Ways (1965), il film narra di Tom un giovane professore universitario dal padre invadente che mette il becco in ogni sua scelta. L'atteggiamento paterno diviene talmente intollerabile che Tom decide di dimettersi dall'incarico. Il padre allora, ateo convinto, fa un voto a Dio, di non interferire più sperando che il figlio torni sui propri passi.